# 1954 au Maroc
Chronologie du Maroc
- 1950
- 1951
- 1952
- 1953
- 1954
- 1955
- 1956
- 1957
- 1958

Cet article présente les faits marquants de l'année 1954 au Maroc ou relatifs au Maroc.

## Événements
- 25 janvier : le sultan du Maroc destitué Sidi Mohammed ben Youssef est transféré avec sa famille de Corse à Madagascar[1].
- 31 juillet : discours de Pierre Mendès France à Carthage promettant l’autonomie interne à la Tunisie et au Maroc[2].
- 1er août : la rumeur du retour du sultan du Maroc Sidi Mohammed après le discours de Carthage provoque des manifestations dans les principales villes du Maroc, qui tournent à l’émeute à Kénitra, Sidi Kacem et à Fès[3].
- 7, 8 et 9 août : soulèvement populaire à Kénitra contre le colonialisme[4],[5].
- 15 août : opération « képi blanc » dans la médina de Fès. Les troupes de la Légion étrangère occupent le quartier arabe de Fès pour réprimer un soulèvement nationaliste : 125 marocains sont arrêtés[6].
- 27 août : Pierre Mendès France annonce à l’assemblée nationale la création d’un conseil d’études des réformes au Protectorat du Maroc[6].
- 8 novembre : « Appel du Parti communiste marocain au peuple marocain » dénonçant l'échec de la politique de Pierre Mendès France et du résident général Francis Lacoste[7].

## Naissances en 1954
- 13 janvier : Céline Monsarrat, actrice française de doublage.